# Sinal de Lemos Torres
O sinal de Lemos Torres é um sinal médico de abaulamento expiratório intercostal localizado nas bases pulmonares, na face lateral do hemitórax. Não é comum nos 3 últimos espaços intercostais. É característico da presença de um derrame pleural livre, no entanto, não ocorre em grandes derrames pleurais. Foi descrito pelo médico brasileiro, Álvaro Lemos Torres. 